# Hühnerberg (Steiermark)
Der Hühnerberg ist ein 484 m ü. A. hoher Hügel im österreichischen Bundesland Steiermark. Bekannt ist der Hühnerberg vor allem für die an seiner Nordseite verlaufende Kirchbacher Straße, eine wichtige Verkehrsader zwischen Graz und der Südoststeiermark. 

## Lage und Umgebung

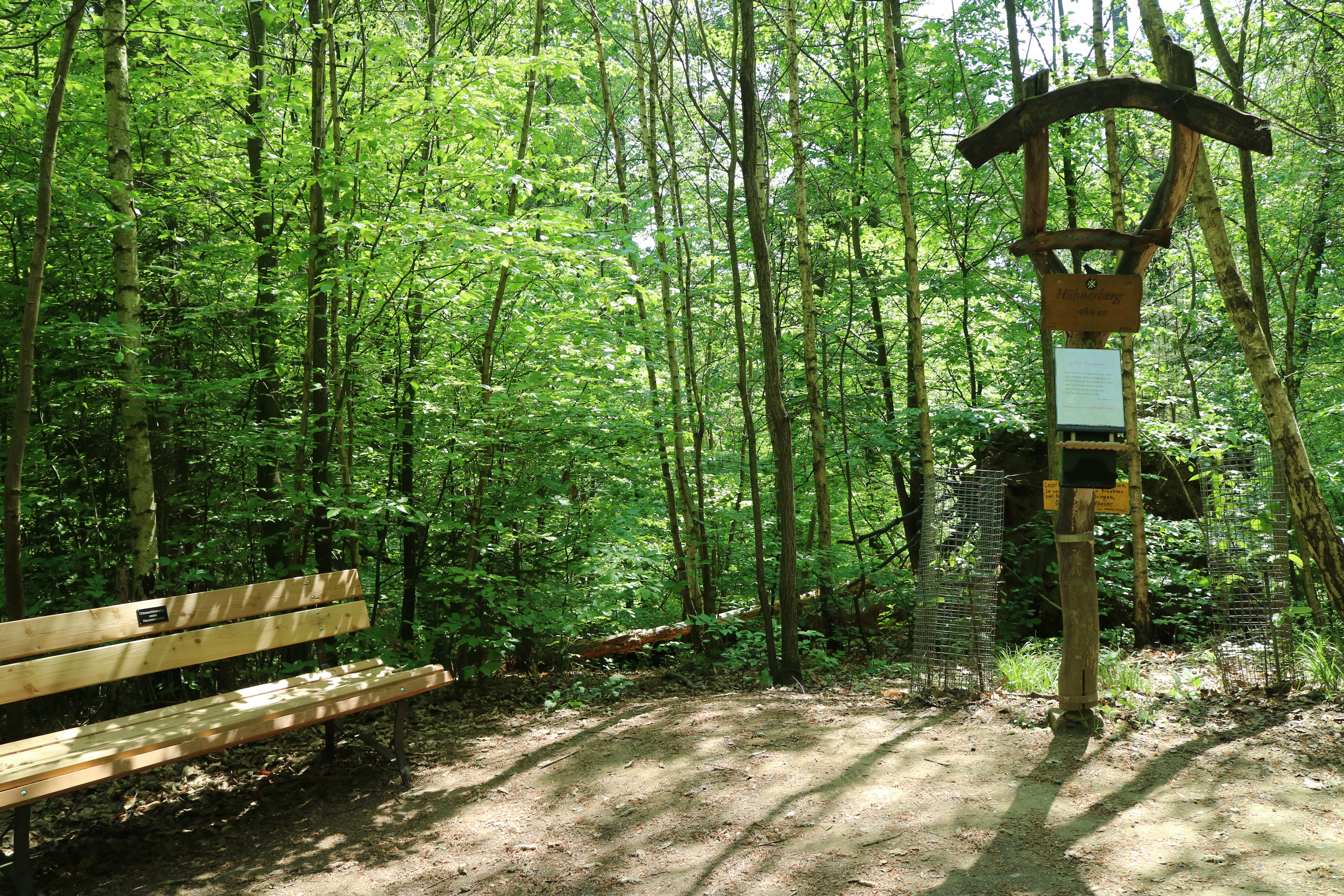
Sitzbank und „Gipfelkreuz“

Der Hühnerberg erhebt sich am östlichen Rand des Grazer Feldes über dem Ausgang des Ferbersbachtales bei Hausmannstätten. In ihm laufen mehrere Riedel zusammen, die unter anderem Verbindungen mit der Schemerlhöhe und dem Mellachberg bzw. Kögelberg darstellen. Der Hügel ist Teil einer Wasserscheide zwischen Ferbersbach und Stiefing. Entlang der Riedel ringsum liegen verstreut die Ortschaften Dürnberg, Rosenberg, Fernitzberg und Freudenegg. Im östlich verlaufenden Tal des Hühnerbergbaches liegt Liebensdorf, am südwärts fließenden Jakobsbach Gnaning. Über den auf mehreren Wanderwegen erreichbaren Gipfel des Hühnerberges verläuft die Grenze zwischen den Gemeinden Hausmannstätten und Fernitz-Mellach, von denen er jeweils die höchste Erhebung bildet.

## Geschichte
Josef Andreas Janisch nannte den Hühnerberg in seinem 1878 veröffentlichten topographisch-statistischen Lexikon der Steiermark mit einer Seehöhe von 1512 Fuß (477,792 Meter). Die „höchste Spitze des Berges“, die bis heute als Triangulationspunkt dient, hieß damals „Hocheck“. Janisch erwähnte die Bezirksstraße von Graz nach Kirchbach und im „sogenannten Göritzwalde, den diese Straße durchzieht“, römische Grabhügel.
Zahl, Zustand und genaue Lage dieser Hügelgräber waren gut ein Jahrhundert später immer noch unbekannt. Lesefunde aus Keramik konnten 1987 der Lasinja-Kultur zugeschrieben werden und deuten auf eine bereits sehr frühe Besiedlung des Gebietes hin.
In der zweiten Hälfte des 18. Jahrhunderts querte die Hühnerbergstraße den Ferbersbach über eine Furt, verlief entlang des linken Bachufers nach Judendorf und von dort steil bergan durch den Wald. 1820, als bereits eine Brücke über den Bach bestand, brachte ein Anrainer bei der Bezirksobrigkeit Liebenau eine Anzeige ein, wonach „die Waldstraße am Hünerberg von der Brücke im Dorfe Hausmannstätten angefangen an dem Hause des Steffelhiesel vorbei, bis nahe am Wald durch das Bachwaßer dergestallt ausgespült wurde, daß er gar nicht zu passieren ist.“ Das Kreisamt beschloss, die „so vortheilhafte Strassenstrecke ehebaldigst“ auszubauen und neu zu trassieren. Der Verkehrsweg wurde 1855 erstmals saniert und geschottert und trug als wichtige Bezirks-, später Landesstraße, einen Teil zur wirtschaftlichen Entwicklung der Gemeinde Hausmannstätten bei.

## Sagen
Eine von Bauern aus Hausmannstätten überlieferte Sage erzählt davon, dass der Hunnenkönig Attila den Hügel mit seinem Heer überquert haben soll. Während des Rittes sei er plötzlich verstorben und mitsamt seinen Schätzen an einem unbekannten Ort begraben worden. Seither trage die Erhebung nach den Hunnen den Namen „Hühnerberg“. Einer anderen Sage zufolge ergab sich das Toponym aus einem Raubüberfall auf einen fahrenden Geflügelhändler. Bei dem Überfall sollen seine Hühner freigekommen sein und fortan in den Wäldern des Hügels gelebt haben, bis sie alle wieder eingefangen waren. In einer Variation dieser Erzählung stammt der Händler aus Kohlberg und fällt bei dem Überfall einem Mord zum Opfer. Nachdem man seinen Leichnam an der Straße auf dem Hügel gefunden hatte, nannte man den Berg nur noch „Hühnerberg“.
Während der Koalitionskriege soll es auf dem Hühnerberg zu schweren Gemetzeln an den Franzosen gekommen sein. Oberst Hackher soll dem Feind gegenüber derart erbarmungslos gewesen sein, dass dessen Verwundete auf 70 Fuhrwägen in die Grazer Spitäler gebracht werden mussten.